# Pyrausta albogrisea
Pyrausta albogrisea là một loài bướm đêm trong họ Crambidae.